# Sleutel van Salomo

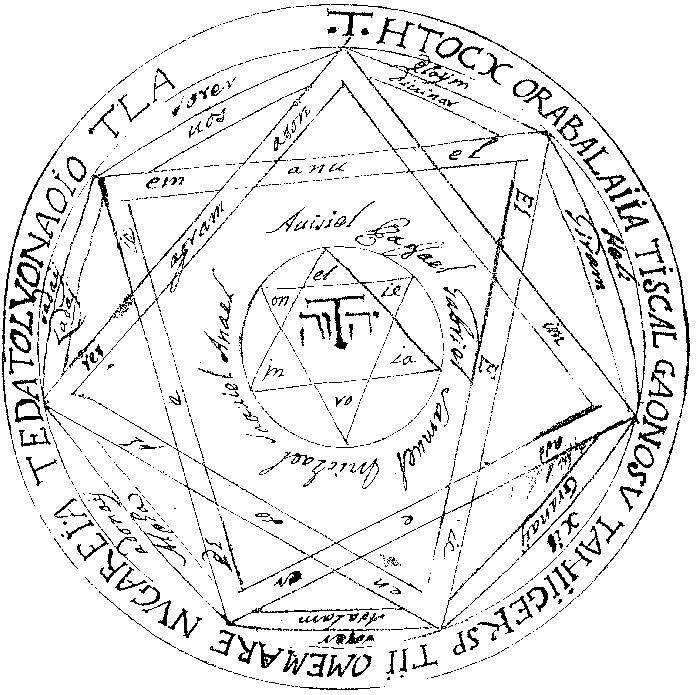
Een van de vele pentakels uit de "Sleutel van Salomo"- manuscripten. Deze is aangeduid als "Het Grote Pentakel" en komt voor in het Bodleian Library Michael MS. 276, een 17e-eeuws Italiaans manuscript.

De Sleutel van Salomo (Clavicula Salomonis) is een grimoire, ofwel een boek over magische kennis, dat werd toegeschreven aan koning Salomo. De nu bekende kopieën stammen uit de Middeleeuwen en later. Het boek bevat verschillende paragrafen en ideeën geïnspireerd op Talmoedteksten en het joodse kabbala-onderwijs.
Het is mogelijk dat de Sleutel van Salomo latere werken inspireerde als de Lemegeton, ook wel bekend als de kleine Sleutel van Salomo, hoewel er veel verschillen zijn tussen beide boeken. Wat de Lemegeton waarschijnlijk geïnspireerd heeft zijn de bezweringen en de reinigingsrituelen, en in minder belangrijke mate de kleding en het gebruik van magische symbolen.

## Geschiedenis
Afgaande op de stijl waarin het geschreven was, kan het ontstaan van het boek teruggaan tot de Middeleeuwen. Vele boeken die werden toegeschreven aan Salomo werden geschreven in deze 453-jarige periode van 1000 tot 1453, mede beïnvloed door de kruistochten en de invloed van joodse kabbalisten en Arabische alchemisten op Europese tovenaars en demonologen.

## Inhoud
De Sleutel van Salomo is verdeeld over twee boeken.
- Het eerste boek bevat de bezwering en de spreuken om geesten op te roepen van dode mensen, liefst gedood bij strijd, en geesten uit de hel[1] en om de bezweerder te beschermen. Er zijn spreuken en vervloekingen in het boek die ongehoorzame geesten doen gehoorzamen en het geeft ook manieren aan om gestolen goederen terug te vinden, onzichtbaar te worden, gunsten te verwerven en iemands liefde te winnen
- Het tweede boek beschrijft de verschillende 'zuiveringen' die de exorcist moet ondergaan, hoe zich te kleden, op welke wijze de magische instrumenten gemaakt dienen te worden en welke dieroffers aan de geesten opgedragen moeten worden.

Hoewel De Sleutel van Salomo uitweidt over het magisch instrumentarium (gewijd water, kleding, reukstoffen, zwaarden en dergelijke) heeft de kern van het boek betrekking op de vervaardiging van het pentakel (een voorbeeld hiervan is het pentagram). Dat pentakel, dat door de eeuwen heen bij esoterici aangezien werd als het belangrijkste magische hulpmiddel, is samengesteld uit symbolen die zorgvuldig worden gekozen om het beoogde doel te bereiken. In die visie is het pentakel eigenlijk een soort privé microkosmos die opereert volgens de wetten van 'De Maker' om zodoende op een 'magische' wijze iets te doen gebeuren.

## Details
Het boek geeft details over hoe men de inkt moet bereiden om magische instrumenten te tekenen die nodig zijn bij het experiment om geesten op te roepen. De tovenaar maakt gebruik van dierlijk bloed gemengd met andere stoffen.
Alle ingrediënten die nodig zijn voor de magische tekeningen en amuletten worden gedetailleerd beschreven, evenals de benodigdheden om hen te zuiveren en te bereiden.
De bezweerder/oproeper moet ook zichzelf zuiveren, voor hij een experiment uitvoert, deze rituelen worden ook beschreven, alsook de kleding die hij moet gebruiken en de kleur ervan, enz.
Volgens de Sleutel van Salomo moeten er dieren geofferd worden om geesten op te roepen als een essentiële voorwaarde, wat veel voorkomt in middeleeuwse boeken over zwarte magie.
Het boek bevat instructies voor het oproepen van geesten, experimenten met onzichtbaarheid, hoe men kwaad over anderen kan uitoefenen, en de volgens de astrologie ideale tijd voor het uitoefenen van deze rituelen. Al de benodigde magische instrumenten om de experimenten uit te voeren worden in detail beschreven, inclusief hoe en in welke vorm men ze dient te maken.
Opvallend is dat de bezweerder/oproeper moet bewijzen dat hij zelf vrij is van enige boosaardigheid, voor hij een van de experimenten mag uitvoeren (vele om kwaad mee te doen) en de bescherming van God moet inroepen.